# L'Éternelle Idole
L'Éternelle Idole est une mélodie d'Augusta Holmès composée en 1893.

## Composition
Augusta Holmès compose L'Éternelle idole en 1893 sur un texte écrit par elle-même. L'œuvre existe dans trois versions différentes : en si majeur, en do majeur et en ré majeur. Elle est dédiée à Auguste Rodin. Elle est publiée aux éditions Heugel la même année et est distribuée avec Le Ménestrel en 1894,,,.

## Réception
En 1895, la Société des auditions lyriques fait jouer l'Éternelle idole. En 1899, Paul Seguy, baryton français, chante en Suisse la mélodie avec un bon succès.